# Ulrika Liljeberg
Ulrika Margareta Liljeberg, född 20 maj 1969 i Västanfors församling i Fagersta, är en svensk centerpartistisk politiker. Sedan 2022 är hon invald riksdagsledamot för Dalarnas läns valkrets.
Liljeberg är uppvuxen i Tällberg. Hon är jurist och civilekonom och har tidigare arbetat som åklagare i Falun. Liljeberg var under 14 år kommunstyrelsens ordförande och kommunalråd i Leksands kommun innan hon blev vald till riksdagsledamot för Centerpartiet.